# Sixième circonscription du Loiret
La sixième circonscription du Loiret est l'une des six circonscriptions législatives françaises que compte le département du Loiret situé en région Centre-Val de Loire.

## Histoire
La sixième circonscription du Loiret est créée par l'ordonnance no 2009-935 du 29 juillet 2009, ratifiée par le Parlement français le 21 janvier 2010 dans le cadre du projet de redécoupage des circonscriptions législatives françaises.

## Géographie
La circonscription regroupe cinq cantons issus de la troisième circonscription, Châteauneuf-sur-Loire, Chécy, Orléans-Bourgogne et Orléans-Saint-Marc-Argonne et Saint-Jean-de-Braye ainsi que celui de Lorris issu de la cinquième circonscription.

### Historique des députations
| Législature | Début de mandat | Fin de mandat | Député        | Parti politique | Observations                                                                           |
| ----------- | --------------- | ------------- | ------------- | --------------- | -------------------------------------------------------------------------------------- |
| XIVe        | 20 juin 2012    | 20 juin 2017  | Valérie Corre | PS              |                                                                                        |
| XVe         | 21 juin 2017    | 21 juin 2022  | Richard Ramos | MoDem           |                                                                                        |
| XVIe        | 22 juin 2022    | 9 juin 2024   | Richard Ramos | MoDem           | Mandat écourté à la suite d'une dissolution parlementaire décidée par Emmanuel Macron. |
| XVIIe       | 8 juillet 2024  | En cours      | Richard Ramos | MoDem           |                                                                                        |

## Historique des élections

### Élections de 2012
| Candidat       | Candidat               | Parti          | Premier tour | Premier tour | Second tour | Second tour |  |
| Candidat       | Candidat               | Parti          | Voix         | %            | Voix        | %           |  |
| -------------- | ---------------------- | -------------- | ------------ | ------------ | ----------- | ----------- |  |
|                | Valérie Corre élue     | PS             | 14 386       | 35,64        | 19 541      | 50,14       |  |
|                | Charles-Éric Lemaignen | UMP            | 10 659       | 26,41        | 19 430      | 49,86       |  |
|                | Élizabeth Alagnoux     | RBM (FN)       | 6 509        | 16,13        |             |             |  |
|                | Florent Montillot      | NC             | 4 194        | 10,39        |             |             |  |
|                | Olivier Hicter         | FG (PG)        | 2 162        | 5,36         |             |             |  |
|                | Laurence Duval         | CpF (MoDem)    | 1 363        | 3,38         |             |             |  |
|                | Sylvie Castro          | AÉI            | 594          | 1,47         |             |             |  |
|                | Eddy Talbot            | NPA            | 307          | 0,76         |             |             |  |
|                | David Choquel          | LO             | 189          | 0,47         |             |             |  |
|                |                        |                |              |              |             |             |  |
| Inscrits       | Inscrits               | Inscrits       | 69 230       | 100,00       | 69 209      | 100,00      |  |
| Abstentions    | Abstentions            | Abstentions    | 28 280       | 40,85        | 28 892      | 41,75       |  |
| Votants        | Votants                | Votants        | 40 950       | 59,15        | 40 317      | 58,25       |  |
| Blancs et nuls | Blancs et nuls         | Blancs et nuls | 587          | 1,43         | 1 346       | 3,34        |  |
| Exprimés       | Exprimés               | Exprimés       | 40 363       | 98,57        | 38 971      | 96,66       |  |

### Élections de 2017
Député sortant : Valérie Corre (Parti socialiste).
|                                                                       |                                                                             |                           |                           |                          |                          |
|                                                                       |                                                                             | Premier tour 11 juin 2017 | Premier tour 11 juin 2017 | Second tour 18 juin 2017 | Second tour 18 juin 2017 |
|                                                                       |                                                                             |                           |                           |                          |                          |
|                                                                       |                                                                             | Nombre                    | % des inscrits            | Nombre                   | % des inscrits           |
| Inscrits                                                              | Inscrits                                                                    | 71 878                    | 100,00                    | 71 880                   | 100,00                   |
| Abstentions                                                           | Abstentions                                                                 | 34 908                    | 48,57                     | 40 627                   | 56,52                    |
| Votants                                                               | Votants                                                                     | 36 970                    | 51,43                     | 31 253                   | 43,48                    |
|                                                                       |                                                                             |                           | % des votants             |                          | % des votants            |
| Bulletins blancs                                                      | Bulletins blancs                                                            | 524                       | 1,42                      | 2 857                    | 9,14                     |
| Bulletins nuls                                                        | Bulletins nuls                                                              | 200                       | 0,54                      | 1 108                    | 3,55                     |
| Suffrages exprimés                                                    | Suffrages exprimés                                                          | 36 246                    | 98,04                     | 27 288                   | 87,31                    |
|                                                                       |                                                                             |                           |                           |                          |                          |
| Candidat Étiquette politique (partis et alliances)                    | Candidat Étiquette politique (partis et alliances)                          | Voix                      | % des exprimés            | Voix                     | % des exprimés           |
|                                                                       |                                                                             |                           |                           |                          |                          |
|                                                                       | Richard Ramos Mouvement démocrate (La République en marche !)               | 12 841                    | 35,43                     | 14 379                   | 52,69                    |
|                                                                       | Alexandrine Leclerc Union des démocrates et indépendants (Les Républicains) | 6 149                     | 16,96                     | 12 909                   | 47,31                    |
|                                                                       | Valérie Corre (députée sortante) Parti socialiste                           | 5 794                     | 15,99                     |                          |                          |
|                                                                       | Myriam Bachir Front national                                                | 4 229                     | 11,67                     |                          |                          |
|                                                                       | Jérôme Schmitt La France insoumise                                          | 3 585                     | 9,89                      |                          |                          |
|                                                                       | Bernadette Beck Debout la France                                            | 693                       | 1,91                      |                          |                          |
|                                                                       | Stéphane Fautrat Divers droite                                              | 669                       | 1,85                      |                          |                          |
|                                                                       | Dominique Tripet Parti communiste français                                  | 586                       | 1,62                      |                          |                          |
|                                                                       | Hamid Khoutoul Écologiste                                                   | 560                       | 1,54                      |                          |                          |
|                                                                       | Anne-Charlotte Ravinet Divers droite (Parti chrétien-démocrate)             | 448                       | 1,24                      |                          |                          |
|                                                                       | David Choquel Lutte ouvrière                                                | 280                       | 0,77                      |                          |                          |
|                                                                       | Gwénaëlle Duhautbois Divers (Union populaire républicaine)                  | 185                       | 0,51                      |                          |                          |
|                                                                       | Paul Denizot Divers                                                         | 134                       | 0,37                      |                          |                          |
|                                                                       | Anthony Henri Divers droite (577-Les Indépendants)                          | 93                        | 0,26                      |                          |                          |
| Source : Ministère de l'Intérieur - Sixième circonscription du Loiret |                                                                             |                           |                           |                          |                          |

### Élections de 2022
| Résultats des élections législatives des 12 et 19 juin 2022 de la 6e circonscription du Loiret |                                |                          |              |              |             |             |
| Candidat                                                                                       | Candidat                       | Parti et coalition       | Premier tour | Premier tour | Second tour | Second tour |
| Candidat                                                                                       | Candidat                       | Parti et coalition       | Voix         | %            | Voix        | %           |
|                                                                                                | Richard Ramos                  | MoDem (Ens)              | 11 851       | 32,38        | 18 865      | 57,27       |
|                                                                                                | Olivier Hicter                 | LFI (NUPES)              | 9 339        | 25,52        | 14 073      | 42,73       |
|                                                                                                | Carla Boubekeur                | RN                       | 7 125        | 19,54        |             |             |
|                                                                                                | Chrystel de Filippi            | LR                       | 3 542        | 9,68         |             |             |
|                                                                                                | Anna Khelil                    | REC                      | 1 283        | 3,51         |             |             |
|                                                                                                | Gaël Baumgartner               | SE                       | 1 260        | 3,44         |             |             |
|                                                                                                | Raphaël Legros                 | PA                       | 579          | 1,58         |             |             |
|                                                                                                | Sébastien Bibet                | LP                       | 570          | 1,56         |             |             |
|                                                                                                | David Choquel                  | LO                       | 349          | 0,95         |             |             |
|                                                                                                | Xavier Delaguette              | SE                       | 299          | 0,82         |             |             |
|                                                                                                | Théodore-Richard Toulougoussou | DVG                      | 293          | 0,80         |             |             |
|                                                                                                | Dylan Silvestre                | DVD                      | 78           | 0,21         |             |             |
| Votes valides                                                                                  | Votes valides                  | Votes valides            | 36 595       | 97,78        | 32 938      | 91,48       |
| Votes blancs                                                                                   | Votes blancs                   | Votes blancs             | 597          | 1,60         | 2 202       | 6,12        |
| Votes nuls                                                                                     | Votes nuls                     | Votes nuls               | 233          | 0,62         | 865         | 2,40        |
| Total                                                                                          | Total                          | Total                    | 37 425       | 100          | 36 005      | 100         |
| Abstention                                                                                     | Abstention                     | Abstention               | 37 741       | 50,21        | 39 183      | 52,11       |
| Inscrits / participation                                                                       | Inscrits / participation       | Inscrits / participation | 75 166       | 49,79        | 75 188      | 47,89       |

### Élections de 2024
| Candidat                 | Candidat                 | Parti et coalition       | Nuance                   | Premier tour | Premier tour | Second tour | Second tour |
| Candidat                 | Candidat                 | Parti et coalition       | Nuance                   | Voix         | %            | Voix        | %           |
| ------------------------ | ------------------------ | ------------------------ | ------------------------ | ------------ | ------------ | ----------- | ----------- |
|                          | Anthony Zeller           | RN                       | RN                       | 16 253       | 31,81        | 18 392      | 36,69       |
|                          | Richard Ramos            | MoDem (ENS)              | ENS                      | 15 635       | 30,60        | 31 737      | 63,31       |
|                          | Christophe Lavialle      | PS (NFP)                 | UG                       | 15 176       | 29,70        | Retrait     | Retrait     |
|                          | Jean-Luc Poisson         | LR (UDC)                 | LR                       | 2 239        | 4,38         |             |             |
|                          | Isabelle Lamarque        | REC                      | REC                      | 664          | 1,30         |             |             |
|                          | Annie Berthault-Korzhyk  | DLF                      | DSV                      | 595          | 1,16         |             |             |
|                          | David Choquel            | LO                       | EXG                      | 528          | 1,03         |             |             |
|                          |                          |                          |                          |              |              |             |             |
| Suffrages exprimés       | Suffrages exprimés       | Suffrages exprimés       | Suffrages exprimés       | 51 090       | 97,69        | 50 129      | 95,78       |
| Votes blancs             | Votes blancs             | Votes blancs             | Votes blancs             | 867          | 1,66         | 1 676       | 3,20        |
| Votes nuls               | Votes nuls               | Votes nuls               | Votes nuls               | 340          | 0,65         | 530         | 1,01        |
| Total                    | Total                    | Total                    | Total                    | 52 297       | 100          | 52 335      | 100         |
| Abstention               | Abstention               | Abstention               | Abstention               | 23 787       | 31,26        | 23 769      | 31,23       |
| Inscrits / participation | Inscrits / participation | Inscrits / participation | Inscrits / participation | 76 084       | 68,74        | 76 104      | 68,77       |